# Nälkämaan laulu
Nälkämaan laulu (in italiano "Il canto della nazione affamata") è un poema finlandese composto da Ilmari Kianto (1874—1970) nel 1911. Da questo testo, Oskar Merikanto compose la musica. Nälkämaan laulu è un poema tradizionale della regione del Kainuu. Le parole descrivono la bellezza della natura del Kainuu, la sisu del popolo e l'orgoglio per la loro patria.
Nel 2009, il Partito di Centro Finlandese utilizzò il remix della canzone, fatto da DJ Urho, nella campagna elettorale per le elezioni europee del 2009. Il remix raggiunse la prima posizione della classifica nazionale dei singoli nella ventiduesima settimana del 2009, ovvero dal 26 maggio al 1º giugno.

## Classifica
| Classifica           | Massima posizione |
| -------------------- | ----------------- |
| Finlandia            | 1                 |
| Finlandia (digitale) | -                 |